# Abbaye de Bafor
L'abbaye de Bafor est une abbaye de moniales cisterciennes bernardines d'Esquermes en activité, située au Burkina Faso. Elle a été fondée en 2005 à la demande du premier évêque de Diébougou (en), Mgr Jean-Baptiste Somé.

## Historique

### Fondation
Vers 1995, les Cisterciennes bernardines d'Esquermes ressentent l'appel à s'implanter dans un pays d'Afrique Noire hors de la Région des Grands lacs. Les visites et les rencontres dans différents pays convainquent les sœurs, qui se sont vu solliciter par Mgr Jean-Baptiste Somé, évêque de Diébougou (en), de s'implanter dans son diocèse au Burkina Faso. C'est la septième fondation de la congrégation.
En janvier 2001, deux Bernardines de Notre-Dame-du-Lac, à Goma, en République démocratique du Congo, s'installent à Diébougou pour commencer leur recherche d'un lieu où implanter la nouvelle communauté. Un terrain adéquat est trouvé à Bafor et acheté en 2002. Le 17 mai 2004, le contrat est signé avec les entrepreneurs, et les travaux de construction du monastère commencent le 24 mai de la même année. Le 28 juin 2005, les travaux étant achevés, la maison accueille les religieuses, et la bénédiction de l'abbaye a lieu le 19 novembre suivant.
L'église définitive du monastère n'est par contre commencée qu'en 2009, grâce à de nombreux dons — en particulier 35 000 livres données par la paroisse catholique Saint-Joseph de Lytham St Annes, en Angleterre — et achevée qu'en 2013. L'église est depuis cette date très active, fréquentée par de nombreux prêtres et laïcs visiteurs.  Pour autant, dans une population peu christianisée, les vocations sont lentes : entre 2005 et 2015, trois postulantes burkinabées se présentent, mais ne restent pas. À partir de 2015, de nouvelles postulantes arrivent,,.

### Vie de la communauté
La communauté, qui rassemble en 2019 huit sœurs et une postulante vit principalement de la fabrications de yaourt artisanal, fabriquées directement avec le lait trait du troupeau. Elle vit aussi de maraîchage, d'une basse-cour et d'un verger,.
La population dagara locale est encore assez peu habituée au mode de vie contemplatif, d'une part, et à l'émancipation féminine d'autre part. Les autochtones sont surpris que les sœurs aient choisi de vivre en quasi-autarcie, créant un contact limité avec les villages environnants, sauf à l’occasion des messes célébrées au monastère. Par ailleurs, le célibat et l'autonomie des religieuses sont tolérés car la plupart sont étrangères, les sœurs fondatrices étant originaires de la République démocratique du Congo, mais mal compris.
Plusieurs familles se sont installées à proximité du monastère, afin de bénéficier du forage qui permet aux sœurs d'avoir de l'eau, ainsi que du raccordement au réseau électrique. La communauté religieuse a facilité leur raccordement. Pour autant, l'établissement des bernardines a également posé des problèmes, en particulier fonciers, les paysans étant rétifs à vendre leurs terres qui constituent, dans un contexte de pression agraire forte, une valeur refuge. Les chefs coutumiers ainsi que les autorités ecclésiastiques ont dû constituer un relais pour permettre aux religieuses d'acquérir environ trente hectares qui leur permette de subsister à leurs besoins. Durant les négociations, la coutume dagara, et notamment le lõluoru (en dagaare, « parenté à plaisanterie »), système de médiation et d'apaisement fondé sur un parent même lointain, le tãpεlυ-sob (« l'homme de cendre », la cendre étant perçue comme élément de pacification et de réconciliation. Dans le cas de Bafor, c'est l'aumônier qui a joué le rôle de tãpεlυ-sob.
L'implantation du monastère a permis à plusieurs personnes de la région d'être embauchées comme ouvriers permanents ou saisonniers. Les moniales portent une attention particulière à former ces employés à de nouvelles techniques agricoles, exemptes de pesticides, d'engrais non naturels, mais aussi de cultures sur brûlis ; elles enseignent aussi à leurs employés l'association de l'élevage et de l'agriculture et la constitution d'une épargne. L'attractivité de la région a également été accrue par les personnes venant en retraite spirituelle, mais aussi les visites. En revanche, si les bernardines d'Esquermes ont — depuis leur création au début du XIXe siècle — une vocation éducative, l'évêque de Diébougou a insisté lors de la fondation de Bafor pour que cette abbaye soit uniquement un lieu de prière. Les sœurs sont cependant présentes auprès des enfants qui viennent spontanément au monastère réclamer des cours de catéchisme.

## Architecture
L'architecte du monastère est le frère Georges Marie, religieux de la communauté des Béatitudes à Diébougou. L'architecture du monastère cherche à utiliser le savoir-faire et les matériaux du pays. En particulier, si les fondations sont réalisées en béton armé, la structure porteuse est faite de blocs de latérite taillée.